# Kuchyňka (Praha)
Kuchyňka je viniční usedlost v Praze 8-Libni v ulici Květinářská. Je chráněna jako kulturní památka České republiky.

## Historie
V polovině 18. století držel kuchyneckou vinici hradčanský primátor František Jakub Unkoffer. Ve 40. letech 18. století byla vinice při francouzském vpádu zničena a réva zkrmena (uvedeno v Tereziánském katastru). Dalším známým majitelem byla Johanna Würtenbergová, která pozemky s budovou držela kolem poloviny 19. století. V té době již měla usedlost podobu empírového zámečku s čp. 116. Na přelomu 19. a 20. století byli jejími majiteli svobodní páni Ubelliové ze Siegburgu – Johanna, Gabriela a Osvald, majitelé Kolčavky. V Kuchyňce bývala do roku 1948 zahradní restaurace.

### Po roce 1945
Od roku 1948 zde byly kanceláře, v 70. letech po přestavbě ubytovna ČKD Dukla.

### Popis
Rozlehlý, patrový obytný dům s otevřenou dispozicí je zakryt valbovou střechou. Nad jeho středním vstupem je v patře balkon. K domu přiléhá barokní přízemní domek s mansardou.